# Jesaja Wohlgemuth
Jesaja Wohlgemuth (geboren am 10. Juni 1820 in Neustadt-Schirwindt, Russisch-Polen; gestorben am 31. Dezember 1898 in Hamburg) war ein deutscher Rabbiner.
Jesaja Wohlgemuth war ein Mitschüler von Israel Salanter bei dessen Vater, dem Rabbiner Moses Salanter. Er wurde 1838, mit 18 Jahren, von Zwi Broda als Rabbiner ordiniert. Im selben Jahr wurde er Rabbiner in Memel, Ostpreußen. Dort wirkte er 44 Jahre. Er war Zivilrichter, gründete einen Talmudverein und betrieb eine Jeschiwa, die vor allem von russischen Juden besucht wurde. Im Jahre 1881 wurde er Stiftsrabbiner der Klaus in Hamburg. Daneben war er Dajan im Beth Din von Oberrabbiner Anschel Stern.
Jesaja Wohlgemuths Sohn war der Rabbiner und Autor Josef Wohlgemuth (1867 Memel – 1942 Frankfurt am Main). 